# Tutuila
Tutuila est la principale île des Samoa américaines, un territoire non incorporé des États-Unis. Elle abrite la capitale administrative, Pago Pago, et regroupe la majorité de la population du territoire.

## Géographie
L'île s'étend sur environ 140 km2. Elle est montagneuse, d'origine volcanique, et possède un littoral très découpé, ponctué de baies profondes comme celle de Pago Pago. Le Matafao (en), point culminant de l'île, s’élève à 653 mètres d’altitude.
Une partie de l'île est intégrée au Parc national des Samoa américaines, notamment la baie de Fagatele, connue pour sa biodiversité marine.

## Histoire
Les premiers habitants polynésiens s'établissent sur l'île vers 600 av. J.-C., principalement dans la région de Tula, à l'est de l'île.
Le premier Européen connu à approcher Tutuila est le navigateur néerlandais Jacob Roggeveen en 1722. En 1768, Louis-Antoine de Bougainville désigne l'archipel comme les « îles des Navigateurs », en hommage à l'habileté maritime des Samoans.
Le 11 décembre 1787, l’expédition de Jean-François de La Pérouse subit une attaque à Aasu, entraînant la mort de douze membres, dont le commandant en second Paul Fleuriot de Langle, le naturaliste Robert de Lamanon et le cartographe Charles Fantin de Boutin.
Tutuila devient un protectorat américain à la fin du XIXe siècle et est officiellement annexée en 1900. Pendant la Seconde Guerre mondiale, elle joue un rôle stratégique dans le Pacifique Sud avec la construction d'une base navale à Pago Pago.

## Démographie
D'après le recensement de 2000, l'île comptait 55 876 habitants, soit plus de 95 % de la population totale des Samoa américaines. La langue samoane est la plus parlée, bien que l’anglais soit aussi largement utilisé.

## Culture
Tutuila est un centre culturel important du monde samoan, mêlant traditions polynésiennes et influences américaines. Le fa'a Samoa, ou mode de vie samoan traditionnel, y reste très vivace.

## Dans la fiction
La nouvelle Rain de W. Somerset Maugham se déroule sur l'île, explorant les tensions culturelles entre les missionnaires et les populations locales.